# İnəkboğan
İnəkboğan è un comune dell'Azerbaigian situato nel distretto di Gədəbəy. Conta una popolazione di 2 901 abitanti.